# Partido Reformista (Rodesia del Sur)
El Partido Reformista fue un partido político existente en Rodesia del Sur  en la década de 1930, que llegó a gobernar esa colonia entre 1933 y 1934, en cabeza de Godfrey Huggins.  

## Historia
Fundado en 1932, desde el principio el partido contó con el decidido apoyo de los colonos rodesianos desencantados con el Gobierno Local, incluidos "ferroviarios, funcionarios, artesanos sin trabajo y agricultores en apuros económicos". Su programa de gobierno inicialmente abogaba por la creación de un banco central para regular el crédito y la moneda y su flujo en la colonia, así como por otras medidas destinadas a brindar apoyo económico a los trabajadores y agricultores blancos que enfrentaban la competencia de los trabajadores africanos mal pagados y ayuda a los fabricantes que enfrentaban la competencia de las importaciones sudafricanas más baratas.
El partido ganó las elecciones generales de 1933, con 16 de los 30 escaños de la Asamblea Legislativa de Rodesia del Sur, y formó un gobierno con el líder del Partido Godfrey Huggins como nuevo Primer Ministro de Rodesia del Sur. Sin embargo, el partido no cumplió su promesa de campaña de establecer un banco central o regular el sistema monetario.
En Rodesia se creía ampliamente que el Partido Reformista era de izquierda, pero Huggins sorprendió al presentar un gabinete cautelosamente conservador después de ganar el poder en 1933. En particular sorprendió a quien designó como Ministro de Finanzas, Jacob Smit, quien creía firmemente en la economía convencional y se oponía al keynesianismo. El curso que tomó el Gobierno de Huggins provocó en agosto de 1934 una confrontación interna con el ala izquierdista por la reforma que se tenía planeada a los ferrocarriles de Rodesia. Entonces Huggins decidió acercarse a Sir Percy Fynn, líder del Partido de Rodesia, quien prometió su apoyo a un Gobierno de Unidad Nacional bajo el liderazgo de Huggins.
Sin embargo, el Gobernador de Rodesia del Sur, Sir Fraser Russell, rechazó la petición de hacer llamado a un Gobierno de Unidad Nacional, alegando que todavía faltaba mucho tiempo para el fin de la legislatura de la Asamblea y que el gobierno de Huggins no había sido derrotado. En respuesta, Huggins persuadió a la mayoría del Ejecutivo del Consejo Central del Partido Reformista para suspender la constitución interna del partido para poder permitir un Gobierno de Unidad el 17 de septiembre; inmediatamente después, formó junto con Fynn el Partido Unido, y volvió a pedir a Rusell la convocatoria a un Gobierno de Unidad bajo el argumento de un cambio en la alineación partidaria. Esta vez el gobernador accedió. 
Las elecciones celebradas en noviembre de 1934 resultaron en una aplastante victoria del Partido Unido de Huggins, que obtuvo 24 de los 30 escaños de la Asamblea, mientras que el Partido Reformista solo reeligió a uno de sus diputados. El mismo Huggins se cambió de distrito electoral y derrotó al diputado del Partido Reformista Thomas Nangle, quien había sido uno de los fundadores del Partido Reformista. 
El Partido de la Reforma intentó regresar al poder en las siguientes elecciones, celebradas en noviembre de 1939, donde solo recibió el 12% del voto popular y perdió su único escaño en el Parlamento, desapareciendo. Algunos de sus miembros se unieron al opositor Partido Laborista.